# Bani Suhaila
Bani Suheila (arabisch بني سهيلا, DMG Banī Suhailā) ist eine palästinensische Stadt im Gouvernement Chan Yunis des Staates Palästina. Sie liegt in der im südlichen Gazastreifen, einige km südöstlich von Chan Yunis. Die Stadt hatte 2017 laut dem Palästinensischen Zentralamt für Statistik 41.439 Einwohner.

## Geschichte
Die Geschichte der Städte der Region reicht bis in die Zeit der Kanaaniter, Philister und Römer zurück.
Jahrhundertelang war das Küstengebiet eine Hauptverkehrsstraße zwischen Ägypten und der Mittelmeerküste und wurde von Händlern und Erobererarmeen gleichermaßen genutzt. Die Handelsroute durch Gaza nach Ägypten brachte der Region große wirtschaftliche Vorteile. In früheren Jahrhunderten ermöglichte das Fehlen einschränkender Grenzen eine ungehinderte Kommunikation und Reisen sowie die Vermischung von Einflüssen und Stilen, insbesondere unter den Beduinenstämmen.

### Osmanisches Reich
Bani Suheila war auf der Karte des französischen Kartografen Jacotin, die während Napoleons Invasion im Jahr 1799 erstellt wurde, als Maatadieh Village markiert.
Im Jahr 1838 nannte der amerikanische Palästinaforscher Edward Robinson es in einen Aufzeichnungen Beni Sehileh in Gaza.
Im Jahr 1863 stellte der französische Entdecker Victor Guérin fest, dass Bani Suheila etwa 1.300 Einwohner hatte, während eine offizielle osmanische Dorfliste von etwa 1870 209 Häusern sprach und eine Bevölkerung von 440 Personen aufwies, obwohl diese Bevölkerungszahl nur Männer umfasste.
Laut Aufzeichnungen aus dem Jahr 1886 war Bani Suheila ein großes Dorf mit 120 Hütten, teils aus Stein, teils aus Lehm gebaut und von Gärten mit Wassermelonen, Feigen, Palmen, Jummez, Aprikosen und Hülsenfrüchten umgeben. Im Norden lieferte ein guter, aber tiefer Brunnen, der von einem Kamel bedient wurde, Trinkwasser. In der Nähe der Stadt wurden in Scheich Yusuf mehrere antike Überreste gefunden, darunter kleine gedrehte Marmorsäulen und Bausteine.

### Mandat Palästina Britische Ära
Bei der Volkszählung von 1922 im Völkerbundsmandat für Palästina, die von den britischen Mandatsbehörden durchgeführt wurde, hatte Bani Suheila eine Bevölkerung von 1.043 Einwohnern, allesamt Muslime.
Laut einer offiziellen Land- und Bevölkerungsumfrage am Ende des Mandatszeitraums stieg die Einwohneranzahl laut Statistik von 1945 auf 3.220 an.
Die Aufzeichnungen weisen der Stadt 11.128 Dunam Land zu. Davon entfielen 54 Dunams auf Plantagen und bewässerbares Land, 10.639 wurden für Getreide genutzt, während 97 Dunams bebautes Land waren.

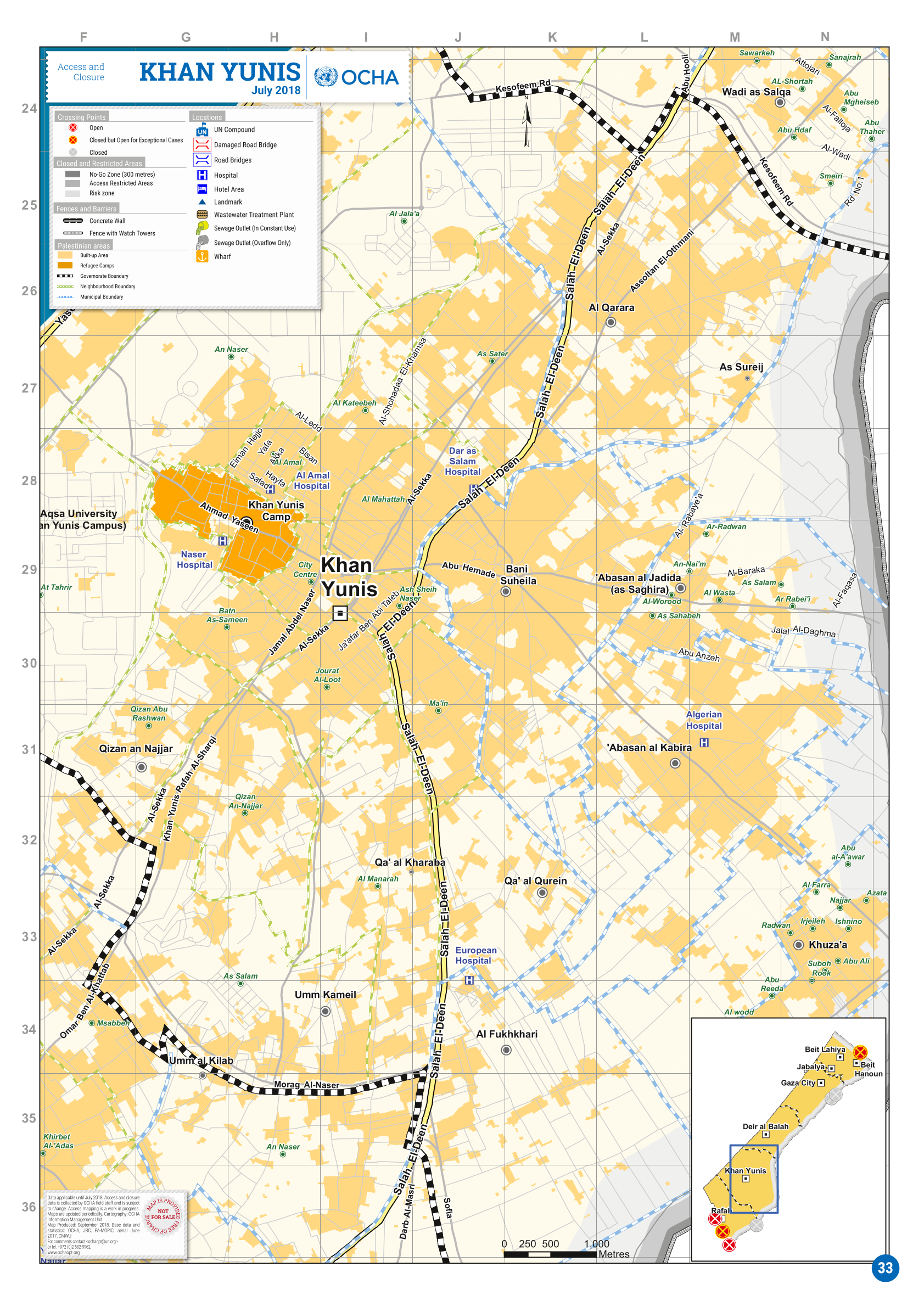
Karte des Gouvernements Chan Yunis

### Suezkrise
Während der Sueskrise war die Stadt Szene von heftigen Kämpfen. In der Nacht des 31. August 1955 griffen israelische Streitkräfte Bani Suheila an. Am 5. April 1956 beschoss israelische Artillerie die Stadt erneut.